# Hangneigung
Als Hangneigung wird der Neigungswinkel zwischen einer Hangfläche und der Horizontalen bezeichnet. Geodätisch betrachtet muss die gedachte Ebene als Bezugsgröße das Schwerefeld der Erde berücksichtigen, durch das die tatsächliche Erdfigur von der idealen, „glatten“ Oberfläche abweicht; daher wird die Ebene gleicher Schwerkraft – das Geoid – zur Bestimmung der Horizontalen verwendet.
Die Hangneigung wird gewöhnlich in Grad (°) angegeben, während in der Landwirtschaft, im Straßenbau (Tiefbau) und im Bauwesen (Hochbau) sowie im Abfahrtslauf das Gefälle in Prozent angegeben wird:
{\displaystyle G=\tan(\alpha )=h/L}
mit
- Gefälle G·100 = g %
- Hangneigung {\displaystyle \alpha }
- Tangensfunktion {\displaystyle \tan }
- Höhenunterschied h
- Luftlinie L (horizontal gemessen).

Bei {\displaystyle \alpha =45^{\circ }} gilt {\displaystyle H=L\Rightarrow G=1=100\%}.

## Beschreibung
Die Hangneigung ist die wichtigste Kenngröße:
- für Analysen des Geländes
- zur Modellierung der Erosion rsp. von
- geotechnischen Gefahren wie Erdrutsche, Rutschungen, Muren, Lawinen, Böschungsbruch oder Bergsturz
- zur Bestimmung der Abstandsflächen von Gebäuden im Baurecht

Ebenso wichtig – insbesondere für die Geomorphologie, die Botanik und die Bewirtschaftung – ist die so genannte Exposition, worunter die Ausrichtung des Hanggefälles zum Stand der Sonne verstanden wird. So bedeutet etwa eine südliche Exposition eines steilen Hanges auf der Nordhalbkugel eine lange, intensive Sonneneinstrahlung im oberen Hangabschnitt, verbunden mit einer höheren Schneegrenze, oft jedoch auch wechselnder Bodenfeuchtigkeit.

### Hanglage
Die zwei Größen Hangneigung und Exposition kann man auch ohne feine Messgeräte gut im Gelände erfassen. Sie bilden mit weiteren Parametern wie Vegetation, Art und Tiefe des Bodens, den Gesteinsarten, der Porosität oder dem Wasserhaushalt die Arbeitsgrundlage für orografische Analysen und für Arbeiten von Hydrologie und Geologie, von Bodenkunde und Naturschutz. 

### Hanglage im Baurecht
Im Baurecht benötigt man die Höhenlagen eines Grundstückes zur Bestimmung der mittleren Höhe eines Gebäudes über dem Geländeverlauf. Gemäß Bauvorlageverordnung müssen dazu die Linien in Bauantragszeichnungen eingetragen, die den Geländeverlauf vor Beginn der Baumaßnahme und nach Fertigstellung darstellen. Ab 2 % Gefälle spricht man schon von Hanglagen. Dies entspricht einem Höhenunterschied von 20 cm auf 10 m waagerechte Strecke. Dieser Höhenunterschied ist im Regelfall im Allgemeinen auf einem Grundstück noch nicht wahrnehmbar. Tatsächlich sind aber nach 100 m schon 2 m Höhenunterschied vorhanden. Deshalb sind Hangneigungen von mehr als 6 % schon als Problemfall einzustufen, weil es dann bereits auf einem kleinen Baugrundstück zu deutlichen Höhenunterschieden kommt. Nach 100 m sind schon 6 m Höhenunterschied vorhanden.

### Hanglage am Berg
Große Bedeutung hat die Hangneigung im Bereich der alpinen Sicherheit im Umgang mit Lawinengefahren. Mit der einfachen Skistockmethode kann der Skifahrer, Tourengeher oder Bergsteiger mittels zweier Skistöcke die Hangneigung grob messen und dabei abschätzen.

## Erosion vs. Hangneigung
Die „Stärke der Erosion bzw. der Bodenabtragung“ hängt in erster Linie von der Hangneigung ab; mit wachsendem Gefälle nimmt die Erosionsneigung fast quadratisch zu. Sie hängt ferner von Bewuchs und Bodentyp sowie der Menge und zeitlichen Verteilung des Niederschlags ab.
Bei landwirtschaftlich genutzten Böden ist auch die Nutzungsart und die Richtung der Pflügens entscheidend, denn horizontal verlaufende Ackerfurchen lassen das Regenwasser langsamer abrinnen als solche in der Falllinie, die allerdings oft aus arbeitstechnischen Gründen bevorzugt wird.
Daher sind Steilhänge besonders von der Bodenauswaschung bedroht, die zudem eine schädliche Eutrophierung von tieferen Landschaften und Gewässern bedeuten kann. Nach starken Niederschlägen nimmt die Gefahr des Abgangs von Muren oder Lawinen zu, was die Wichtigkeit geeigneter Vegetation, Bewirtschaftung oder von Schutzwald betont. Gefährdete Zonen und Rutschgebiete sind auch an Bodenfließen und Sichelwuchs von Bäumen, und bisweilen an Plaiken erkenntlich.

## Weitere Bodenparameter
Am anderen Ende der Skala – bei flachen Geländestücken – ist zwar meist die größere Fruchtbarkeit gegeben, doch auch stärkerer Bedarf an Bauland und Verkehrsflächen. Bei der Bewirtschaftung, der Düngung und im Bauwesen sind die hydrogeologischen Bodenverhältnisse wichtig. Wasserstauende Böden wurden früher meist trockengelegt – siehe Stichwort „saure Wiesen“ – und Gewässer begradigt, was man heute skeptischer beurteilt.
Für die Zuteilung des Status von Bergbauern und die darauf basierenden Förderungsgelder ist nicht nur die Höhenlage der Gehöfte und Siedlungen entscheidend, sondern ebenso die Hangneigung. Die neue Sichtweise des Landwirts (auch) als Landschaftspfleger ist damit und mit dem Wirtschaftszweig Fremdenverkehr stark verknüpft.